# Тирновіца
Тирновіца (рум. Târnovița) — село у повіті Харгіта в Румунії. Входить до складу комуни Бредешть.
Село розташоване на відстані 222 км на північ від Бухареста, 34 км на захід від М'єркуря-Чука, 141 км на схід від Клуж-Напоки, 81 км на північ від Брашова.

## Населення
За даними перепису населення 2002 року у селі проживали 658 осіб.
Національний склад населення села:
| Національність | Кількість осіб | Відсоток |
| -------------- | -------------- | -------- |
| угорці         | 653            | 99,2%    |
| румуни         | 5              | 0,8%     |

Рідною мовою назвали:
| Мова      | Кількість осіб | Відсоток |
| --------- | -------------- | -------- |
| угорська  | 652            | 99,1%    |
| румунська | 6              | 0,9%     |